# Narathura mindanensis
Narathura mindanensis är en fjärilsart som beskrevs av George Thomas Bethune-Baker 1903. Narathura mindanensis ingår i släktet Narathura och familjen juvelvingar. Inga underarter finns listade i Catalogue of Life.